# Masacre de Rock Springs
La masacre de Rock Springs, también conocida como los disturbios de Rock Springs, tuvo lugar el 2 de septiembre de 1885, en la ciudad actual de Rock Springs, condado de Sweetwater, Wyoming, Estados Unidos. Los disturbios, que tuvieron como protagonistas a mineros inmigrantes chinos y mineros blancos, fueron el resultado de las tensiones raciales y de una disputa laboral que había en ese momento derivada de la política de la Union Pacific Coal Department de pagar menos a los mineros chinos que a los blancos. Esta política causaba que se contrataran más chinos que blancos, lo que enfureció a los mineros blancos y alimentó los disturbios. Las tensiones raciales fueron un factor aún mayor en la masacre. Cuando finalizaron los enfrentamientos, al menos veintiocho mineros chinos habían fallecido y quince estaban heridos. Los agresores incendiaron 75 casas de chinos, lo que causó una pérdida de 150 000 dólares por propiedad dañada (el equivalente a 3,83 millones de dólares de la actualidad).
La tensión entre los blancos y los inmigrantes chinos a finales del siglo XIX en el oeste de los Estados Unidos era más alta que nunca, en particular durante la década previa a la masacre. La masacre de Rock Springs fue el estallido violento tras años de una gran xenofobia en todo el país. El Acta de Exclusión China en 1882 suspendió la inmigración china durante diez años, después de que miles de inmigrantes llegaran al oeste de EE. UU. La mayoría de los inmigrantes chinos que llegaban al territorio de Wyoming primero buscaban empleo en los ferrocarriles, pero muchos terminaban trabajando en minas de carbón, propiedad de Union Pacific. A medida que fue creciendo la inmigración china, también fue creciendo el odio hacia ellos por parte de los blancos. El grupo Knights of Labor, una de las organizaciones más fuertes que se oponían al empleo de los chinos inmigrantes, formó un capítulo en Rock Springs en 1883, y la mayoría de los agresores de la masacre pertenecían a dicha organización. Sin embargo, nunca se hizo una conexión directa entre los disturbios y la organización nacional Knights of Labor.
Como consecuencia inmediata de los disturbios, se establecieron tropas federales en Rock Springs. Las tropas protegieron a los mineros chinos sobrevivientes que se habían trasladado a Evanston, Wyoming de regreso a Rock Springs una semana después de la masacre. Los medios impresos de la época reaccionaron rápidamente: en Rock Springs, el periódico local respaldó el resultado de los disturbios, mientras que en otros periódicos de Wyoming el apoyo a la masacre se limitaba a mostrar empatía con la causa de los mineros blancos. La masacre de Rock Springs fue parte de una gran ola de violencia en contra de los chinos, en especial en la región de Puget Sound, en el territorio de Washington.

## Contexto

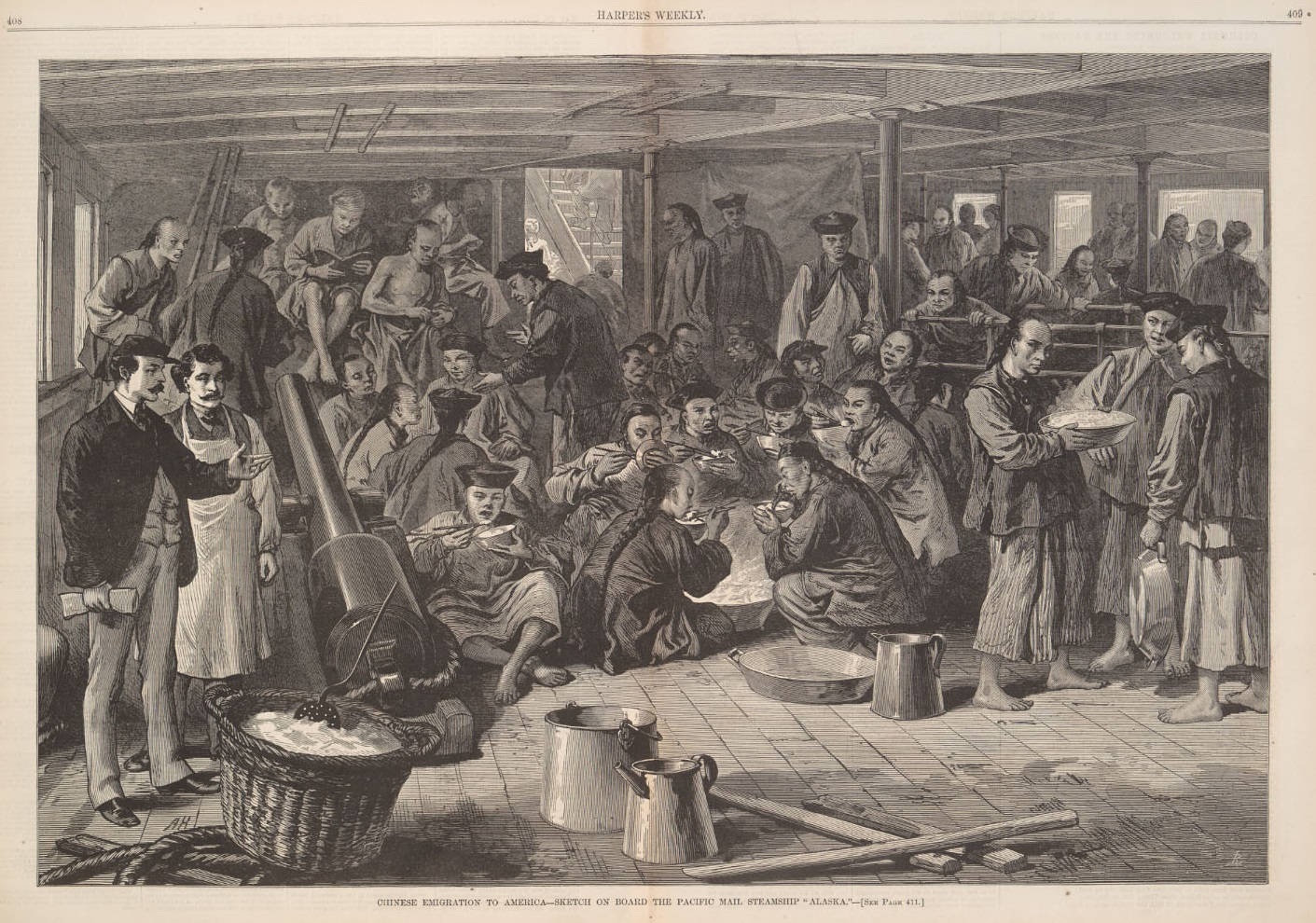
Inmigrantes chinos establecidos por todo el oeste estadounidense a finales del y principios del

La inmigración china a los Estados Unidos en esa época no era uniforme ni estaba diseminada. El político J.R. Tucker, en un artículo publicado en el periódico The North American Review en 1884, declaró que la gran mayoría de los casi 100 000 inmigrantes chinos residían en el oeste estadounidense: California, Nevada, Oregón y el Territorio de Washington. El Ministro de los Estados Unidos en China, George Seward, había escrito números similares en Scribner's Magazine cinco años antes.
Los primeros empleos que conseguían los trabajadores chinos en Wyoming eran en el ferrocarril y trabajaban para la Union Pacific como encargados del mantenimiento.  Pronto, los trabajadores chinos se convirtieron en un beneficio para la Union Pacific y comenzaron a trabajar tanto en las vías como en las minas de carbón de la compañía, desde Laramie hasta Evanston. La mayoría de los trabajadores chinos de Wyoming terminaban trabajando en el condado de Sweetwater, pero muchos se establecieron en los condados de Carbon y de Uinta. La mayoría de los chinos de la zona eran hombres que trabajaban en la mina. El racismo contra los inmigrantes chinos estaba muy extendido y era muy poco controvertido en esa época. J.R. Tucker, en el artículo ya mencionado de 1884, describía a los inmigrantes asiáticos como "...la raza asiática, extranjera por su sangre, sus hábitos y su civilización". También destacó que "los chinos son el elemento principal de esta población asiática".

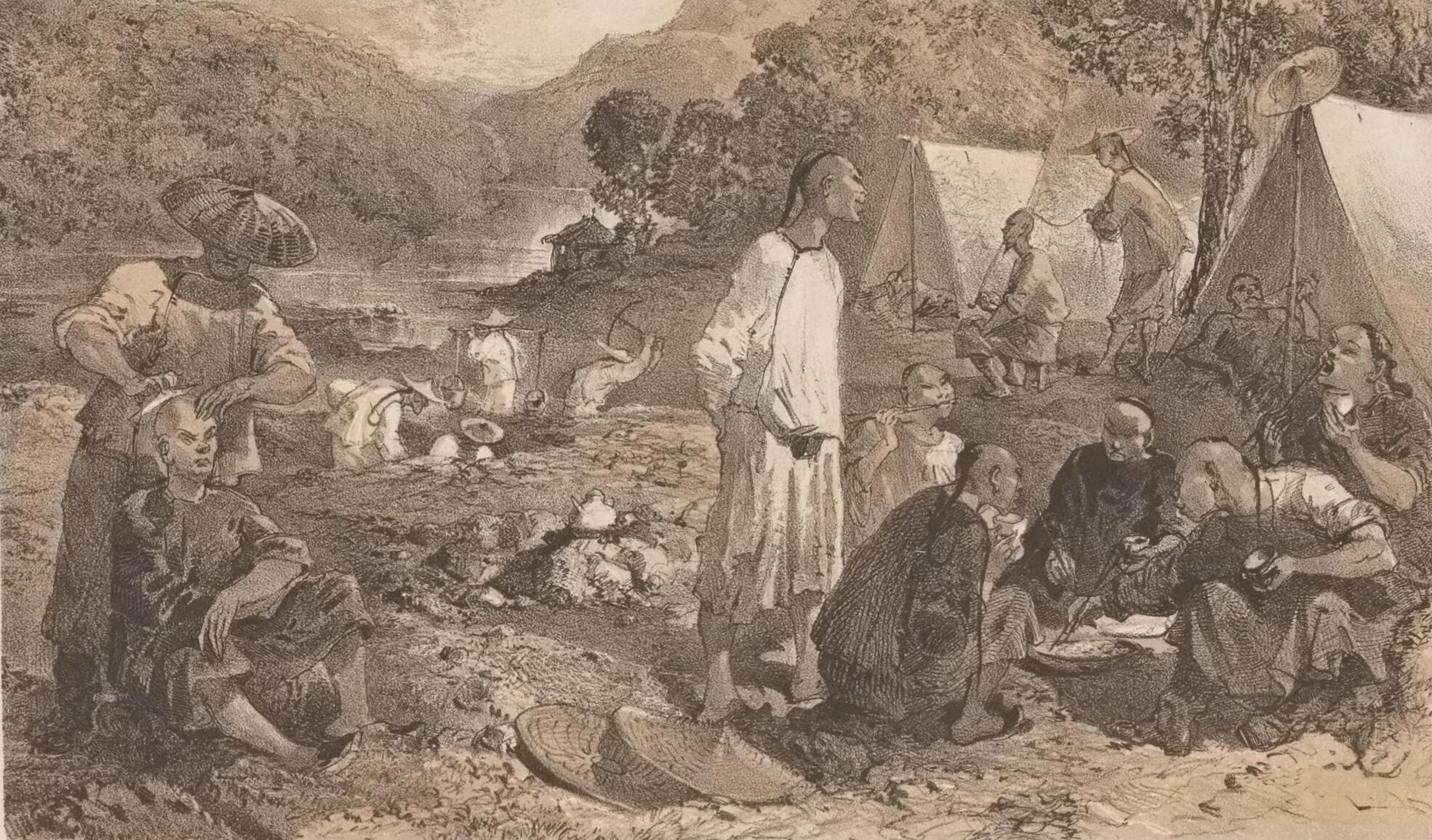
Un campo de minería chino-estadounidense típico del

En 1874–75, cuando las huelgas afectaron la producción de carbón, el Departamento de Carbón de Union Pacific contrató trabajadores chinos para que trabajasen en sus minas de carbón en todo el sur de Wyoming. Pese a este cambio, la población china creció poco al principio; sin embargo, esto pudo deberse a que los inmigrantes chinos se concentraban, por lo general, en una misma zona. En Desierto Rojo, una sección remota de campo en el condado de Sweetwater, había solo veinte habitantes, doce de los cuales eran chinos; estos doce trabajadores tenían un jefe estadounidense. Al este de Desierto Rojo había otro pueblo remoto, Washakie, habitado por un jefe estadounidense y veintitrés obreros, incluyendo a trece chinos y a un jefe de personal irlandés. En los pueblos diseminados por las vías de la Union Pacific, los trabajadores chinos superaban a los de cualquier otra nacionalidad. Aunque los 79 chinos del condado de Sweetwater en 1870 representaban solo el 4% de la población total, estaban, nuevamente, concentrados en un solo sitio. En Rock Springs y Green River, los pueblos más grandes fundados sobre las vías de la Union Pacific, no había residentes chinos censados en 1870.
A lo largo de la década de 1870, la población china del condado de Sweetwater y de todo Wyoming creció continuamente. Durante la década, la población total de Wyoming pasó de 9 118 a 20 789 personas. En el censo de 1870, lo que el gobierno actual describe como "los isleños de Asia y el Pacífico" representaban solamente 143 miembros de la población de Wyoming. El incremento durante la década de 1870 fue el mayor aumento del porcentaje de población asiática en Wyoming hasta ese momento; representó un salto del 539 % en la población asiática. Hacia 1880, la mayoría de los residentes chinos del condado de Sweetwater vivían en Rock Springs. En ese momento, Wyoming era el hogar de 914 "asiáticos", pero ese número cayó de manera significativa durante la década siguiente, cuando la población se redujo a 465.
Aunque la mayoría de los trabajadores chinos en 1880 trabajaban en las minas de carbón ubicadas en los alrededores de Wyoming y del condado de Sweetwater, la mayoría de los chinos de Rock Springs tenían otros empleos, no relacionados con la minería. Además de los trabajadores mineros chinos, en la ciudad había un jugador profesional, un sacerdote, un cocinero y un barbero. En Green River, incluso había un médico chino. Los sirvientes y camareros chinos encontraban empleo en Green River y en Fort Washakie. En Atlantic City, Miner's Delight y Red Canyon, Wyoming, había chinos trabajando en minas de oro. Sin embargo, la mayoría de los 193 chinos que vivían en el condado de Sweetwater en 1880 trabajaban en las minas de carbón o en el ferrocarril.

## Causas
Los disturbios fueron el resultado de una combinación de prejuicios raciales y un resentimiento general contra Union Pacific. En 1882, el Acta de Exclusión China requería que "...a partir y después de transcurridos noventa días después de la aprobación de esta acta, y hasta que transcurran diez años después de la aprobación de esta acta, la llegada de empleados chinos a los Estados Unidos está, y estará, suspendida; y durante dicha suspensión no será legal que lleguen trabajadores chinos". Durante los años previos a la masacre de Rock Springs, la importación de trabajadores chinos era vista como "un sistema peor que la esclavitud". Los mineros blancos de Rock Springs, que provenían principalmente de Cornualles, Irlanda, Suecia y Gales, pensaban que los trabajadores chinos, que cobraban menos, provocaba que a ellos también les pagasen poco.
Los chinos de Rock Springs conocían el desprecio que les tenían los blancos y estaban al tanto de la creciente tensión racial con los mineros blancos, pero no habían tomado precaución alguna ya que no había habido sucesos anteriores que indicasen que habría disturbios raciales. Los disparadores de los actos violentos fueron el racismo y el resentimiento hacia las políticas del Departamento de Carbón de Union Pacific. Hasta 1875, en las minas de Rock Springs trabajaban blancos; en ese año hubo una huelga, y los manifestantes fueron reemplazados por rompehuelgas chinos menos de dos semanas después de comenzada la protesta. La compañía retomó las actividades mineras con 50 mineros blancos y 150 chinos como obreros. A medida que iban llegando más chinos a Rock Springs, el desagrado que le tenían los mineros blancos iba en aumento. En el momento de la masacre, había aproximadamente 150 mineros blancos y 331 mineros chinos en Rock Springs.
Durante los dos años previos a la masacre, en Rock Springs se estableció un ayuntamiento de hombres blancos. Hacia 1883, los Knights of Labor habían organizado un capítulo en Rock Springs. El grupo era uno de los principales que se oponían a que los inmigrantes chinos trabajasen durante la década de 1880; en 1882, Knights había trabajado con el objetivo de que se aprobara el Acta de Exclusión China. No se han encontrado evidencias que prueben que el grupo nacional de Knights of Labor haya estado detrás de la masacre en Rock Springs. En agosto de 1885, se publicaron panfletos desde Evanston a Rock Springs donde se demandaba la expulsión de los inmigrantes chinos, y la noche del 1 de septiembre de 1885, un día antes de los disturbios, los mineros blancos del pueblo llevaron a cabo una reunión donde trataron el tema de los inmigrantes chinos. Se ha dicho que hubo amenazas esa noche en contra de los chinos, según los inmigrantes que en ese momento vivían allí.

## Masacre

### Cronología

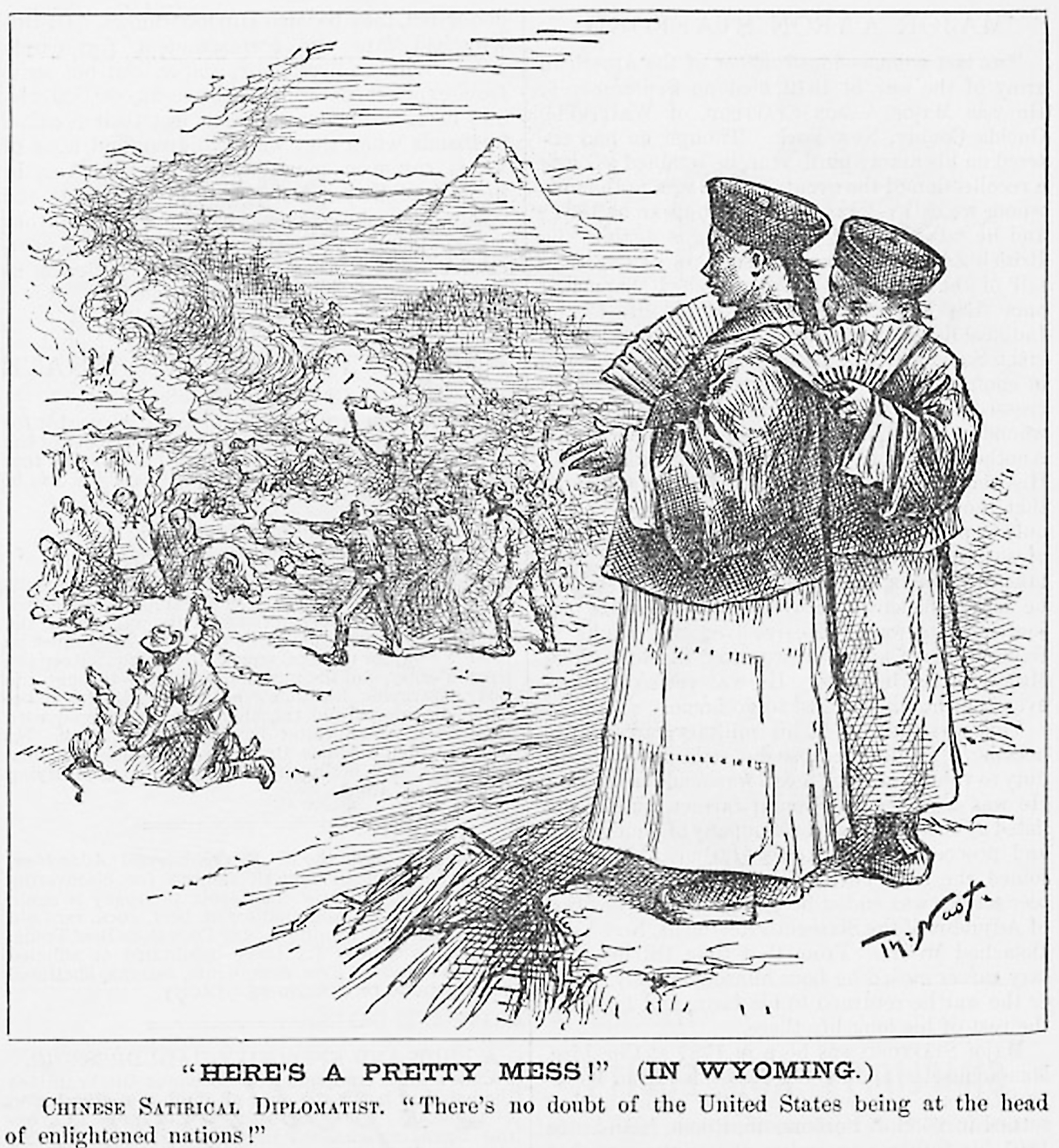
La caricatura editorial de 1885 de Thomas Nast le añade un detalle de El tres de mayo de 1808 en Madrid, de Goya, a los disturbios de Rock Springs. La leyenda de la caricatura cita a la ópera El Mikado.

A las 7:00 a. m. del 2 de septiembre de 1885, diez hombres blancos, vestidos con sus uniformes de mineros, llegaron al pozo de carbón número seis de las minas de Rock Springs. Declararon que los trabajadores chinos no tenían derecho a trabajar en un sector de la mina que fuese mejor que las demás; a los mineros se les pagaba por tonelada, por lo que la ubicación era importante. Se desató una pelea, y dos trabajadores chinos que en ese momento estaban en el pozo número seis quedaron malheridos. Uno de estos trabajadores más tarde falleció por sus heridas. Los mineros blancos, que en su mayoría eran miembros del grupo Knights of Labor, abandonaron caminando la mina.
Después de la pelea en el pozo número seis, en los alrededores del pueblo se juntaron varios grupos de mineros blancos, con armas de fuego, que marcharon hacia Rock Springs siguiendo el curso de las vías de ferrocarril. Aproximadamente a las 10:00 a. m., sonó la campana de la torre de la sede de Knights of Labor, y los mineros que estaban dentro del edificio se sumaron al grupo, que ya tenía un tamaño considerable.  Algunos mineros blancos decidieron ir a los bares en lugar de unirse a la turba, pero a las 2:00 p. m., un oficial de Union Pacific persuadió a los dueños de bares y tiendas de abarrotes para que cerraran sus negocios.
Cuando los bares y las tiendas cerraron, aproximadamente 150 hombres, armados con rifles Winchester, avanzaron hacia el Barrio Chino de Rock Springs. Se dividieron en dos grupos e ingresaron a la zona por puentes diferentes; el grupo más grande entró por el puente ferroviario y se subdividió en grupos más pequeños, algunos de los cuales permanecieron en el lado opuesto al puente ubicado en las afueras del barrio. El grupo más pequeño entró atravesando un puente de madera.
Los grupos más pequeños se dispersaron y subieron por la colina hacia el pozo de carbón número tres. Uno de estos grupos se ubicó en el cobertizo del pozo número tres; otro, en la estación de bombeo. Un grupo se encargó de avisar a los chinos que tenían una hora para empacar y abandonar la ciudad. Solo treinta minutos después, el grupo que estaba en la estación de bombeo disparó los primeros tiros, seguidos por el grupo del cobertizo de la mina. Lor Sun Kit, un trabajador chino, recibió un disparo y cayó a tierra. Cuando el grupo del pozo de carbón número tres se volvió a sumar a la multitud principal, la turba continuó avanzando sobre el Barrio Chino y algunos hombres dispararon sus armas mientras caminaban. El grupo más pequeño de mineros blancos, que resguardaban el puente de madera, se dividió en dos subgrupos y rodearon el barrio. Uno de los grupos se quedó en el puente para evitar que los chinos se escapasen.
A medida que los mineros blancos iban adentrándose en el Barrio Chino, los chinos fueron enterándose de los disturbios y de que Leo Dye Bah y Yip Ah Marn, residentes de las zonas oeste y oeste del barrio, habían sido asesinados. Cuando se extendió la noticia de los asesinatos, los chinos comenzaron a huir, con temor y confusión. Corrían en todas direcciones: cuesta arriba por la colina que estaba detrás del pozo de carbón número tres; otros, por la ladera de la colina cercana al pozo número cuatro; otro grupo, del este de la ciudad, escapó por el arroyo Bitter; y un último grupo escapó por el extremo occidental del Barrio Chino, cerca del pozo número cinco. La turba, en ese momento, provenía de tres direcciones diferentes, ubicadas en el este y el oeste de la ciudad y por las vías del tren. Los inmigrantes chinos presentes en la masacre de Rock Springs le dieron su propio resumen de los hechos al cónsul de China en la ciudad de Nueva York:

Cada vez que la turba encontraba un chino, lo detenían, le apuntaban con un arma, le preguntaban si tenía un revólver, lo registraban, le robaban su reloj u otros elementos de oro y plata que pudiese tener y luego lo dejaban ir. Algunos de los maleantas dejaban ir a los chinos después de despojarlos de todo su oro y plata, mientras otros los golpeaban con las culatas de sus armas antes de dejarlos ir. Otros, cuando no podían detener a un chino, le disparaban en el mismo lugar, y después lo registraban y le robaban. Otros manifestantes no disparaban, sino que usaban solamente las culatas de sus armas para golpear a los chinos. Algunos de ellos no golpeaban chinos, pero les robaban todo lo que tuvieran y los dejaban ir, gritándoles que se fueran rápido. Otros, que no golpeaban ni robaban a los chinos, simplemente se quedaban gritando, riendo y aplaudiendo.

Para las 3:30 p. m. la masacre estaba en su apogeo. Un grupo de mujeres de Rock Springs se había reunido en el puente de madera para alentar a los manifestantes. Dos mujeres incluso les dispararon a los chinos. A medida que fue cayendo la noche, los chinos se fueron refugiando en las colinas, acostados en el pasto para esconderse. Entre las cuatro y las nueve de la noche, los manifestantes efectuaron disparos contra las casas pertenecientes a la compañía de carbón. A las nueve, todas las casas de los chinos, excepto una, estaban completamente incendiadas. En total, se destruyeron 79 casas con fuego. Los daños causados a la propiedad de los chinos se estiman en aproximadamente USD 147 000.
Algunos chinos fallecieron sobre las orillas del arroyo Bitter cuando intentaban escapar y otros cerca del puente ferroviario en su intento de huir del Barrio Chino. Los manifestantes arrojaron varios cuerpos de las víctimas a los edificios en llamas. Otros inmigrantes, que se habían escondido en sus casas en vez de escapar, fueron asesinados e incinerados junto con sus hogares. Aquellos que no podían correr, como los enfermos, también fueron quemados vivos en sus precarias viviendas. Muchas de las personas que fueron incineradas en sus casas aparentemente trataron de "cavar un hoyo en el sótano para esconderse, pero el fuego los atrapó cuando estaban a medio camino, por lo que sus piernas quedaron calcinadas y sus torsos, intactos". Un inmigrante chino fue hallado muerto en una lavandería en Whitemen's Town y su casa fue demolida por los manifestantes.
Los ataques de Rock Springs fueron extremadamente violentos, lo que revela el gran odio contenido que sentían los hombres blancos de Rock Springs hacia los inmigrantes chinos. La gran brutalidad de los disturbios "sorprendió" al país entero. Además de ser incinerados vivos, los mineros chinos fueron escalpelados, mutilados, quemados con sopletes, decapitados, desmembrados y colgados de las tuberías. A un minero chino, los manifestantes le cortaron el pene y los testículos y brindaron por el "trofeo de caza" en un bar cercano. Los sucesos fueron catalogados como terrorismo racial.
Hubo veintiocho muertes confirmadas, y al menos quince mineros resultaron heridos. Sin embargo, varias fuentes aseguran que el número de muertos ascendió a cuarenta o cincuenta, ya que algunos inmigrantes que pudieron escapar pero fallecieron lejos del pueblo no fueron incluidos en los recuentos. El cónsul chino en Nueva York confeccionó una lista detallada de las víctimas de la masacre.

### Nombres de los fallecidos[26]

#### Cuerpos mutilados
- Leo Sun Tsung, 51: hallado en su cabaña con múltiples heridas, incluyendo una herida de bala en la cara
- Leo Kow Boot, 24: hallado entre las minas tres y cuatro con una herida de bala en el cuello
- Yii See Yen, 36: hallado cerca del arroyo Bitter con una herida de bala en la sien
- Leo Dye Bah, 56: hallado cerca del puente de madera con una herida de bala en el pecho

#### Cuerpos calcinados
- Choo Bah Quot, 23: hallado en una cabaña cercana al campamento número 34, parcialmente calcinado
- Sia Bun Ning, 37: se encontraron la cabeza, el cuello y los hombros en una cabaña cerca del templo chino; el resto del cuerpo se calcinó
- Leo Lung Hong, 45: el torso fue encontrado en una cabaña cercana al campamento número 27; el resto del cuerpo se calcinó
- Leo Chih Ming, 49: la cabeza y el pecho fueron hallados en su cabaña; el resto del cuerpo se calcinó
- Liang Tsun Bong, 42: el torso fue encontrado en una cabaña; el resto del cuerpo se calcinó
- Hsu Ah Cheong, 32: se encontró el cráneo en su cabaña; no aparecieron otros restos
- Lor Han Lung, 32: se encontraron la planta y el talón del pie izquierdo en una cabaña cercana al campamento número 34
- Hoo Ah Nii, 43: se encontró la mitad derecha de su cabeza y su columna vertebral en su cabaña
- Leo Tse Wing, 39: se encontraron huesos de las piernas en la cabaña cercana al campamento número 14

#### Solo fragmentos de huesos o ninguna parte del cuerpo
- Leo Jew Foo, 35
- Leo Tim Kwong, 31
- Hung Qwan Chuen, 42
- Tom He Yew, 34
- Mar Tse Choy
- Leo Lung Siang
- Yip Ah Marn
- Leo Lung Hon
- Leo Lung Hor
- Leo Ah Tsun
- Leang Ding
- Leo Hoy Yat
- Yuen Chin Sing
- Hsu Ah Tseng
- Chun Quan Sing

## Consecuencias

### Consecuencias inmediatas

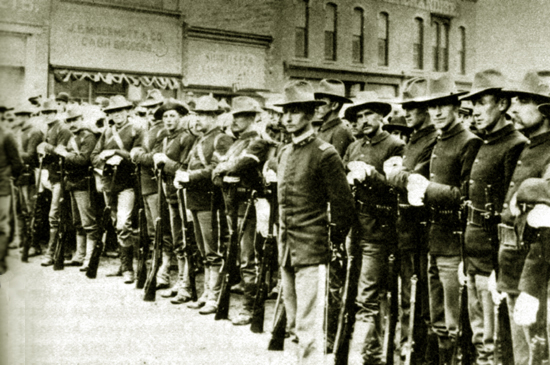
Soldados federales en la calle South Front, Rock Springs, 1885. Las tropas fueron enviadas a aplacar los disturbios el 5 de septiembre.

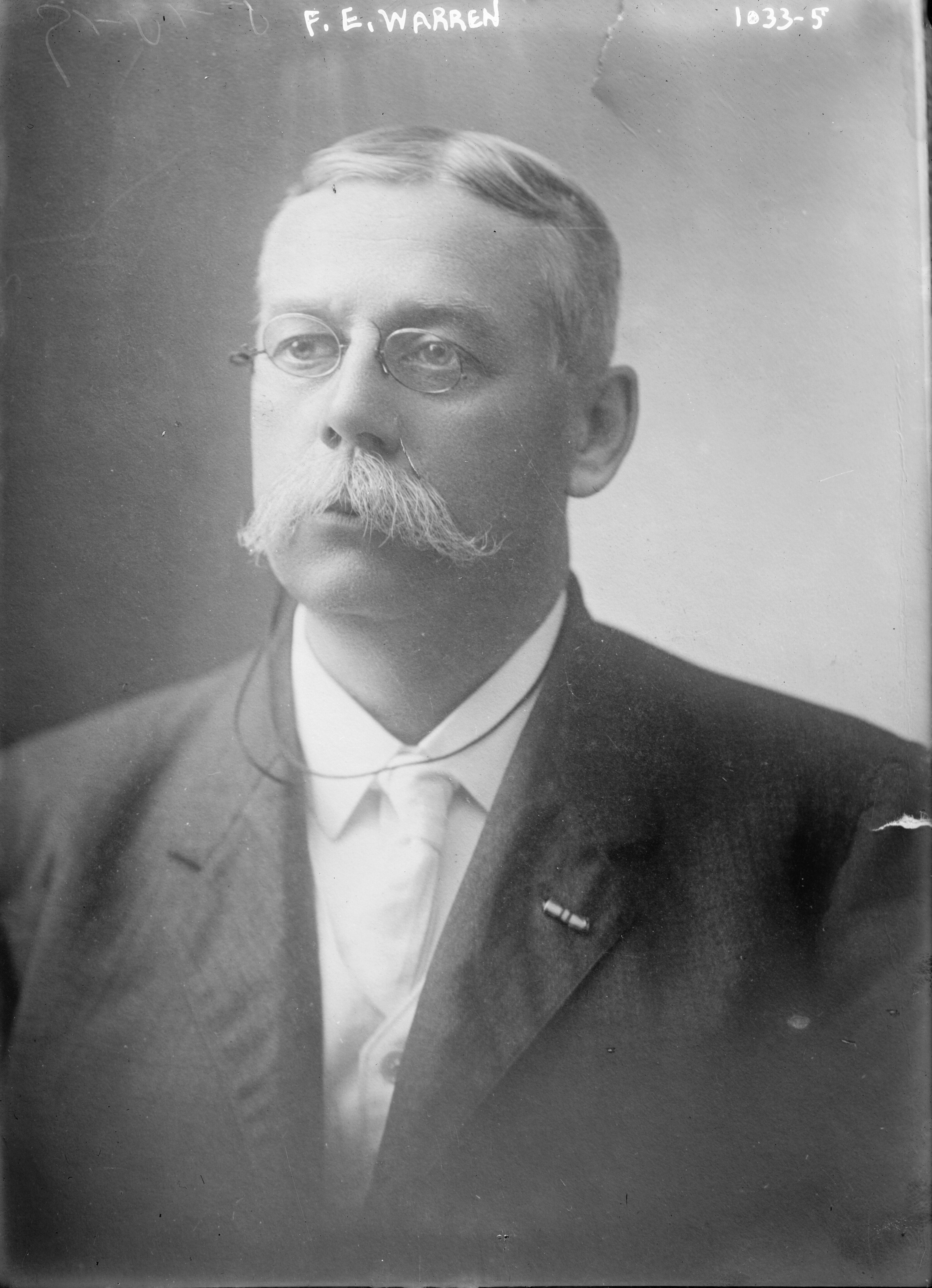
El gobernador del territorio de Wyoming, Francis E. Warren, le solicitó a Grover Cleveland, presidente de los Estados Unidos, que enviase tropas federales a Rock Springs.

En los días siguientes a los disturbios, los inmigrantes chinos sobrevivientes de Rock Springs huyeron y fueron recogidos por trenes de Union Pacific. Para el 5 de septiembre, casi todos los sobrevivientes se habían trasladado a Evanston, Wyoming, ubicado cien kilómetros al oeste de Rock Springs. Una vez allí, fueron amenazados de muerte y otros crímenes; Evanston era otra zona de Wyoming donde había un gran odio hacia los chinos.
Inmediatamente después de la masacre, comenzaron a circular rumores sobre el regreso de los chinos a Rock Springs. El 3 de septiembre, el periódico Rock Springs Independent publicó una editorial que confirmaba los rumores sobre "el regreso", ya que algunos chinos habían comenzado a regresar para recuperar sus objetos de valor. Sobre el retorno de los trabajadores chinos a Rock Springs, The Independent publicó: "Significa que Rock Springs ha sido asesinada, al menos en lo que respecta a los hombres blancos, si tal programa se lleva a cabo". El periódico local defendió la masacre, al igual que otros diarios del oeste de los Estados Unidos. Sin embargo, la mayoría de los periódicos de Wyoming desaprobó los actos de la masacre, siempre apoyando la causa de los mineros blancos.
Francis E. Warren, el gobernador del territorio de Wyoming, visitó Rock Springs el 3 de septiembre de 1885, el día siguiente a la masacre, para hacer una evaluación personal. Después de su viaje a Rock Springs, Warren visitó Evanston, desde donde le envió varios telegramas al presidente de los Estados Unidos, Grover Cleveland, para solicitarle tropas federales. En Rock Springs los disturbios ya habían cesado, pero la situación seguía siendo inestable. El 5 de septiembre, llegaron al pueblo dos compañías de la Séptima Infantería del Ejército de Estados Unidos. Una de las compañías, bajo el comando del teniente coronel Anderson, se estableció en Evanston; la otra, bajo las órdenes del coronel Chipman, hizo base en Rock Springs. En Camp Murray, territorio de Utah, el coronel Alexander McDowell McCook recibió la orden de enviar seis compañías más a Wyoming.
El 9 de septiembre, una semana después de la masacre, llegaron seis compañías de soldados al territorio de Wyoming. Cuatro de las seis compañías acompañaron a los chinos en su regreso a Rock Springs. Una vez de regreso en el pueblo, los obreros chinos encontraron trozos de tierra chamuscada donde antes estaban sus hogares. La compañía minera había cremado solo a algunos fallecidos; todavía había cuerpos esparcidos por el suelo, machacados, en descomposición y parcialmente devorados por perros, cerdos u otros animales.
La situación en Rock Springs se estabilizó el 15 de septiembre, cuando Warren solicitó por primera vez la retirada de las tropas federales, pero las minas del pueblo permanecieron cerradas durante una temporada. El 30 de septiembre de 1885, varios mineros blancos, en su mayoría inmigrantes fineses que eran miembros de Knights of Labor, iniciaron una huelga en las minas del condado de Carbon, en Wyoming, para protestar contra los mineros chinos empleados por su compañía. En Rock Springs, los mineros blancos no habían regresado a sus trabajos a finales de septiembre, porque la compañía seguía utilizando mano de obra de chinos.
Rock Springs fue tranquilizándose poco a poco, y el 5 de octubre de 1885 se removieron las tropas de emergencia, excepto por dos compañías. Sin embargo, los puestos temporales de Camp Medicine Butte, con base en Evanston, y de Camp Pilot Butte, en Rock Springs, permanecieron en sus lugares hasta mucho tiempo después de los disturbios. Camp Pilot Butte cerró en 1899 después del estallido de la Guerra hispano-estadounidense.
La huelga no tuvo éxito y los mineros volvieron al trabajo pocos meses después. La organización nacional Knights of Labor se negó a apoyar la huelga de Carbon y la resistencia de los mineros blancos de Rock Springs después de la masacre, ya que no quería ser vista como una institución que aprobara la violencia. Cuando el Departamento de Carbón de la Union Pacific reabrió las minas, sus ejecutivos despidieron a los cuarenta y cinco mineros que habían participado en los disturbios.

### Arrestos
Después de los sucesos violentos de Rock Springs, dieciséis hombres fueron arrestados, incluyendo a Isaiah Washington, un miembro electo de la legislatura territorial. Los hombres fueron llevados a prisión en Green River, donde se los mantuvo bajo custodia hasta que un grand jury del condado de Sweetwater se negó a presentar cargos. Al explicar su decisión, los miembros del grand jury declararon que no había causas para iniciar acciones legales: "Hemos investigado con diligencia sobre los sucesos de Rock Springs... Aunque examinamos un gran número de testigos, ninguno ha sido capaz de testificar sobre un único acto criminal cometido por un blanco ese día".
Los hombres arrestados como sospechosos fueron liberados poco más de un mes más tarde, el 7 de octubre de 1885. Cuando fueron liberados, fueron "recibidos por cientos de hombres, mujeres y niños, y recibieron una ovación general" según el periódico The New York Times. Los defensores del caso obtuvieron para sus defendidos el mismo consenso comunitario que solían obtener los acusados de linchamiento. Nunca se condenó a una sola persona por los hechos violentos de Rock Springs.

### Respuestas diplomáticas y políticas

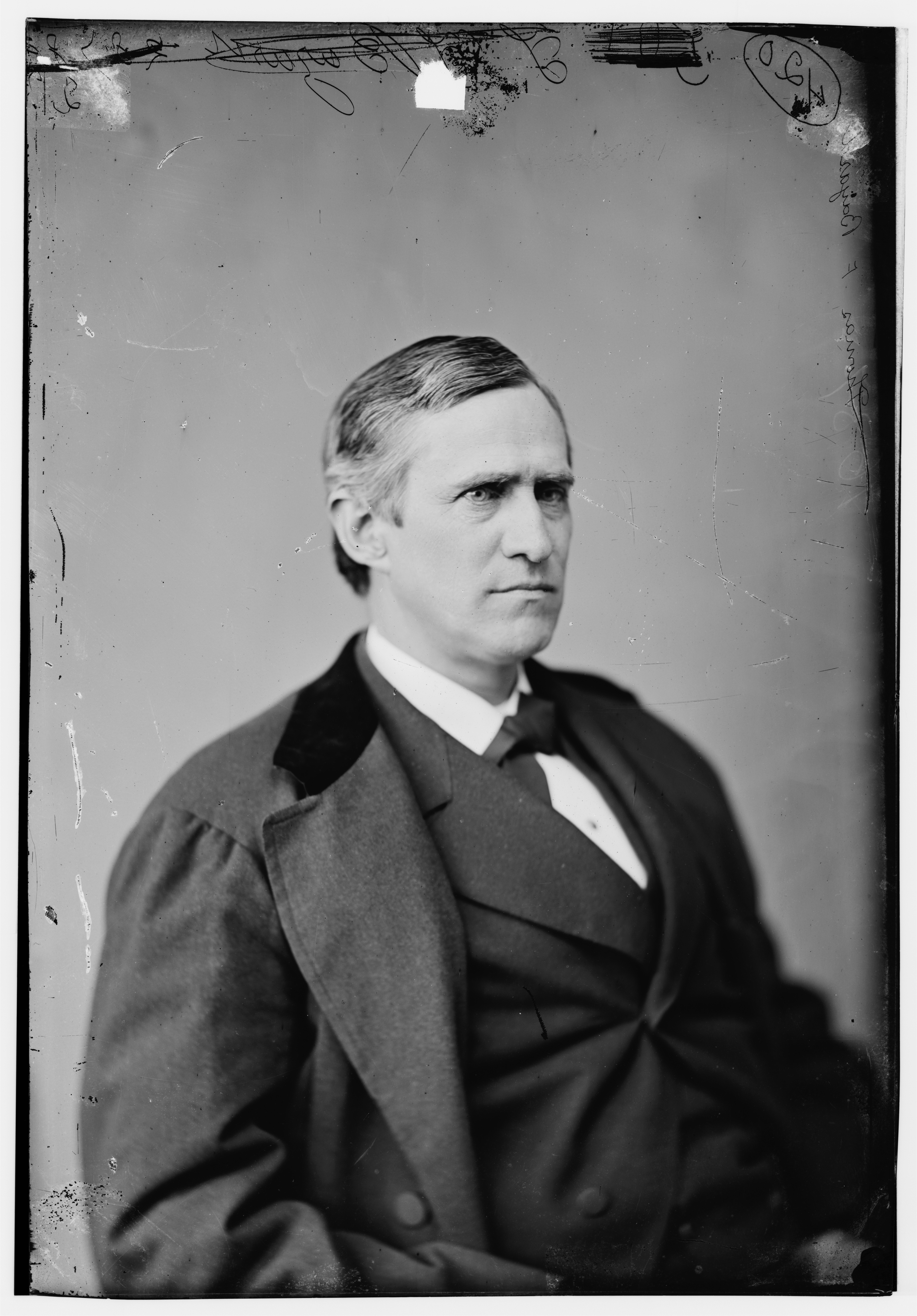
El Secretario de Estado Thomas F. Bayard instó al Congreso para que indemnice a las víctimas chinas.

Después de los disturbios, el gobierno nacional se negó a indemnizar a los chinos por la masacre. En China, el gobernador general de la región de Guangdong sugirió que los estadounidenses que estuviesen en China podrían ser objeto de venganza por los sucesos de Rock Springs. El enviado diplomático estadounidense en China, Charles Harvey Denby, y otros cuerpos diplomáticos informaron que en Hong Kong y en Guangzhou había aumentado la opinión antiestadounidense después de los disturbios. Los representantes estadounidenses le advirtieron a su gobierno que las reacciones violentas provocadas por la masacre podrían arruinar el comercio de su país con China; también informaron que los mercaderes británicos y los periódicos de China estaban alentando a los chinos a "ponerse de pie por sus campesinos oprimidos en América". Denby aconsejó al Secretario de Estado Thomas Bayard que buscara alguna compensación para las víctimas de la masacre.
El gobierno estadounidense aceptó pagar por la propiedad dañada pero no por las víctimas reales de la masacre, aunque Bayard quería resistirse a las solicitudes de pago. En una carta del 18 de febrero de 1886 dirigida al cónsul chino en Washington, Bayard expresó que, según su punto de vista personal, la violencia contra los inmigrantes chinos se había producido por su resistencia a la asimilación cultural, y que los demás inmigrantes también odiaban a los chinos, aún más que los estadounidenses en sí: 

Los inmigrantes chinos se segregan a sí mismos del resto de los residentes y ciudadanos de los Estados Unidos y se niegan a mezclarse con la masa de población. Como consecuencia, el prejuicio racial ha sido más fuerte contra ellos, en especial por parte de los inmigrantes de otras nacionalidades..."

 Las predicciones de Denby causaron que Bayard buscase una forma de indemnización apropiada para el Congreso; a pedido suyo, se firmó un resarcimiento final de 147 748,74 dólares. La compensación fue considerada un regalo monetario y no una aceptación legal de responsabilidad por la masacre, y el resultado fue una victoria diplomática menor para China.
La correspondencia entre el gobernador territorial de Wyoming, Francis Warren, y los oficiales de la Union Pacific durante el gobierno del primero indica que este hizo una petición a la compañía para que le quitasen los títulos de las tierras de las que era propietario. Condenó la masacre como "la expresión de ira más brutal y maldita que haya ocurrido en el mundo".

### Reacción

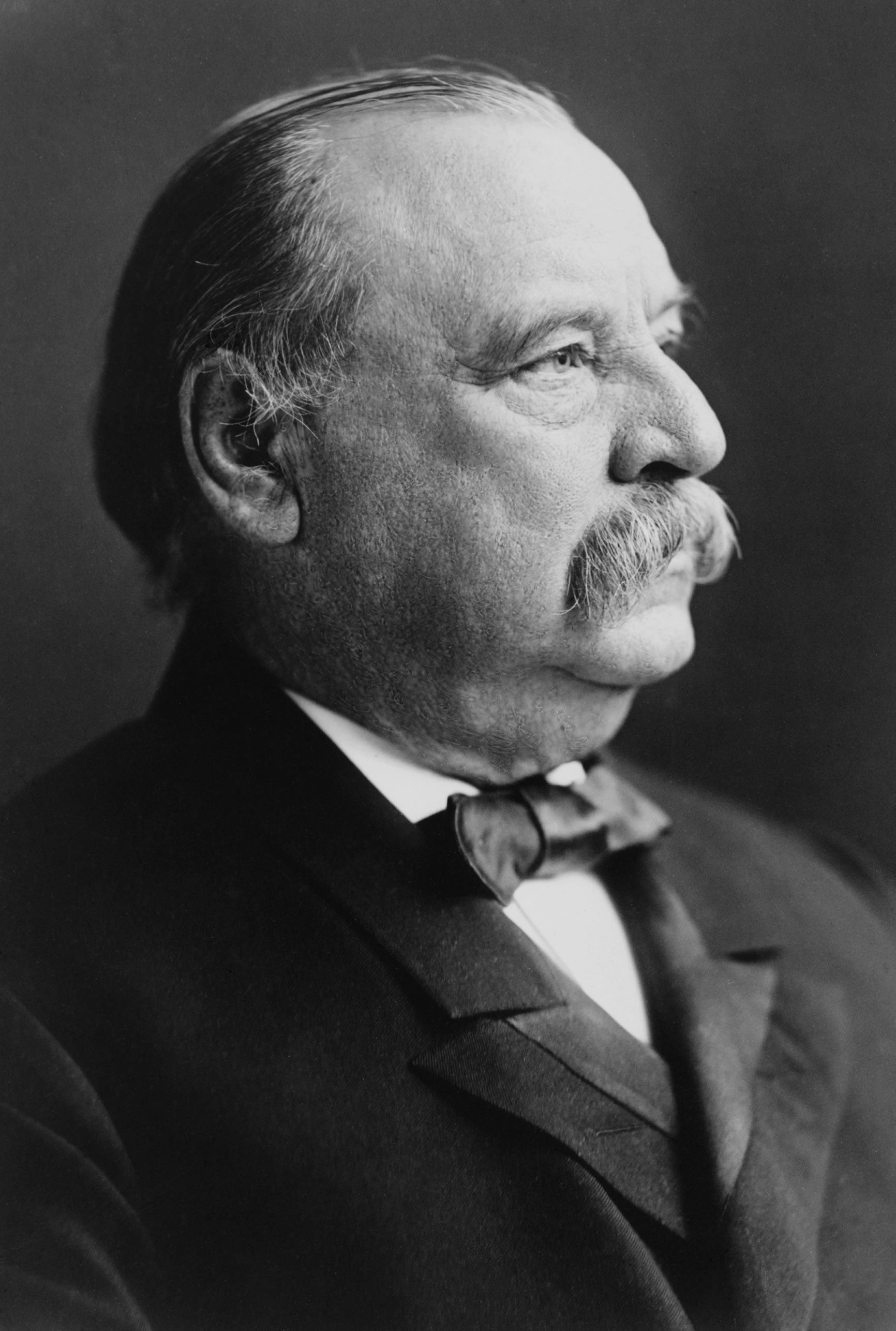
El presidente de los Estados Unidos Grover Cleveland escribió sobre la masacre en el Discurso del Estado de la Unión de 1885.

Después de los disturbios, numerosos medios de prensa y figuras políticas destacadas dieron a conocer su reacción ante los sucesos. El New York Times condenó a la ciudad de Rock Springs en la primera de por lo menos dos columnas editoriales en las que se mencionó el tema, declarando "a una comunidad de este tipo debería tocarle la suerte de Sodoma y Gomorra". En otra editorial del Times, del 10 de diciembre de 1885, el columnista continuó defenestrando no solo a los residentes de Rock Springs que participaron en los actos violentos, sino también a aquellos que permitieron que la turba continuara con la masacre sin intervenir. Los periódicos de Wyoming, como el Cheyenne Tribune y el Laramie Boomerang, mostraron empatía hacia los mineros blancos. El Boomerang proclamó que la masacre había sido "lamentable" pero que existían circunstancias atenuantes que justificaban la violencia.
Además de los periódicos, la discriminación hacia los chinos y los estereotipos quedó en evidencia en otras publicaciones. Algunos panfletos religiosos, como Baptist Missionary Magazine, describió a los chinos como "bárbaros". The Chautauquan: A Weekly Newsmagazine caracterizó a los orientales como débiles e incapaces de defenderse, y agregó: "el asesinato de un chino laborioso es similar al asesinato de una mujer o un niño: una violación a los derechos de los que son incapaces de defenderse".

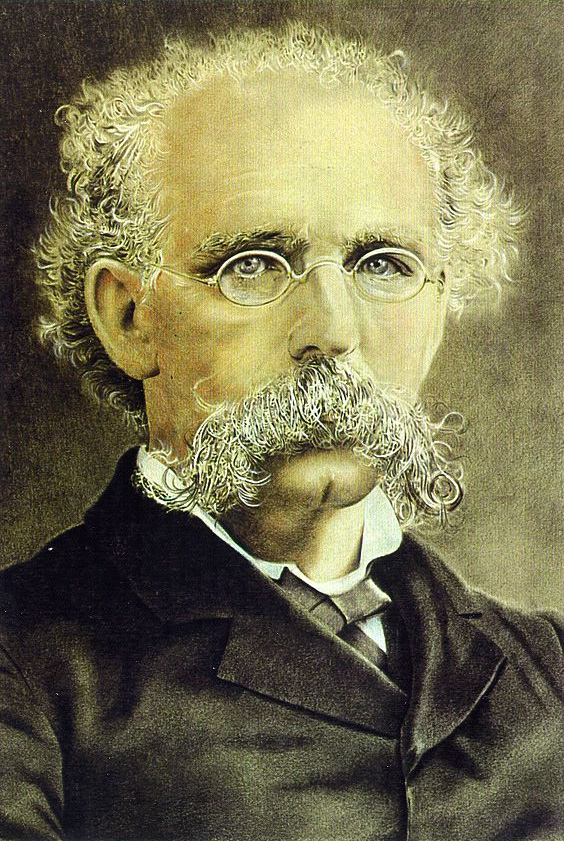
Terence Powderly opinó sobre la masacre en una carta dirigida a un periodista.

El líder de Knights of Labor, Terence Powderly, le escribió una carta a W.W. Stone (de la que luego extrajo párrafos para un informe presentado en el Congreso de Estados Unidos) en la que proclamó: "No es necesario que hable de las numerosas razones que existen para oponerse a esta raza en particular: sus hábitos, su religión, sus costumbres y sus prácticas..." Powderly señaló que la culpa del "problema" de la inmigración china había sido el fracaso del Acta de Exclusión de 1882 y que la laxitud de las leyes (no los atacantes) había causado los ataques en Rock Springs. Añadió que el Congreso tendría que dejar de "aprobar las violaciones a los estatutos" y reformar las leyes que regulaban la inmigración china, lo cual, en su opinión, podría haber evitado incidentes como "el reciente ataque hacia los chinos en Rock Springs".
En diciembre de 1885, el presidente Grover Cleveland presentó su Discurso del Estado de la Unión ante el Congreso, y expuso su reacción ante la masacre. En su informe, Cleveland señaló que el gobierno estadounidense deseaba tener una buena relación con China: "Todo el poder de este gobierno debería dedicarse a demostrar la mejor intención para con China en lo que respecta al tratamiento de estos hombres, y a aplicar la ley con severidad e inflexibilidad... se debe insistir en que los prejuicios raciales son el factor principal que dio origen a estos disturbios".

## Disturbios posteriores a la masacre
La masacre de Rock Springs condujo a más ataques contra los inmigrantes chinos, en especial en el territorio de Washington, aunque también hubo incidentes en Oregón y en otros estados. Cerca de Newcastle, un grupo de hombres blancos incendió las barracas de 36 mineros chinos. En la región de Puget Sound, se expulsó a los trabajadores chinos de sus comunidades y se los sometió a la violencia, en especial en las ciudades de Tacoma, Seattle, Newcastle e Issaquah. Los inmigrantes también sufrieron ataques en otros poblados de Washington, pero las fuentes indican que todos los sucesos mencionados estaban conectados directamente con la ola de violencia surgida en Rock Springs.
La ola de odio hacia los chinos en el oeste de los Estados Unidos, incentivada por la masacre de Rock Springs, se expandió al estado de Oregón. Allí, las turbas violentas expulsaron a cientos de mineros chinos de los pequeños poblados donde residían, desde finales de 1885 hasta mediados de 1886. En otros estados también se informó la existencia de incidentes: por ejemplo, Augusta, Georgia, se produjeron levantamientos contra los chinos en respuesta a la masacre de Rock Springs. Según el The New York Times, dichos disturbios enaltecieron el odio hacia los chinos por parte de los residentes de Augusta y causaron que se animaran a expresarlo.

## Importancia y contexto
Los observadores contemporáneos de la masacre de Rock Springs y los historiadores en la actualidad la consideran la expresión de violencia contra los chinos más significativa del siglo XIX en los Estados Unidos. Los disturbios recibieron una extensa cobertura por parte de los medios, en especial de periódicos como The National Police Gazette y The New York Times. De todos los ataques hacia los chinos ocurridos en el oeste de los Estados Unidos, esta masacre fue la que recibió la mayor atención y cobertura mediática.
Hoy en día, casi todos los historiadores consideran que los principales factores que provocaron la masacre fueron los prejuicios raciales. Sin embargo, el periodista Craig Storti publicó un ensayo en 1990 sobre la masacre donde le restó importancia al factor racial y puso un mayor énfasis en los factores económicos como causantes de los hechos violentos. Su libro, Incident at Bitter Creek: The Rock Springs Massacre, recibió numerosas críticas negativas, aunque Storti aseguró que narró los registros históricos con precisión. Es cierto que los conflictos laborales tuvieron que ver con la masacre, pero se los considera menos significativos. El hecho de que los trabajadores chinos hayan actuado como rompehuelgas en 1875 generó un gran resentimiento entre los mineros blancos, que fue en aumento hasta culminar con la masacre. El libro de Storti describió la discriminación hacia los chinos como "generalizada", por lo que no habría sido la causante principal de los disturbios. La opinión de que los chinos se negaron a asimilar la cultura estadounidense sobrevivió a lo largo de la historia y aún en la actualidad muchos la consideran válida.
En la actualidad, Rock Springs tiene una población de veinte mil habitantes. El antiguo poblado se ha convertido en una ciudad; la zona donde se emplazaba Camp Pilot Butte está ubicada al norte de Bitter Creek, al noroeste de la ciudad. El antiguo Barrio Chino, incendiado durante la masacre, está ocupado por una escuela primaria en su mayor parte. En general, los sitios donde ocurrió la masacre han sido rodeados y absorbidos por el crecimiento de la ciudad.

## Lectura complementaria
- The Chinese Massacre at Rock Springs, Wyoming Territory, September 2, 1885, Boston: Franklin Press – Rand Avery and Co., 1886.
- Carroll, Murray L. "Governor Francis E. Warren, The United States Army and the Chinese Massacre at Rock Springs," Annals of Wyoming, 1987, Vol. 59 No. 2, pp. 16–27, (ISSN 0003-4991).
- Crane, Paul and Larson Alfred. "The Chinese Massacre," Annals of Wyoming, XII:1, enero de 1940, pp. 47–55. Reimpreso en Daniels Rogers, ed., Anti-Chinese Violence in North America, op. cit.; y Storti, Craig, Incident at Bitter Creek: The Story of the Rock Springs Chinese Massacre.
- Daniels, Roger, ed. Anti-Chinese Violence in North America: An Original Anthology, Arno Press, Nueva York: 1979. (ISBN 0405112637).
- Hata, Nadine I. Asian America: Chinese and Japanese in the United States since 1850. Roger Daniels," (Book review) via (JSTOR), The Journal of American History, Vol. 77, No. 1, junio de 1990, pp. 304–5.
- Laurie, Clayton D. "Civil Disorder and the Military in Rock Springs, Wyoming: The Army's Role in the 1885 Chinese Massacre," Montana, 1990, Vol. 40 No. 3, pp. 44–59 (ISSN 0026-9891).
- McClellan, Robert F. "The Indispensable Enemy. Alexander Saxton," (Book review) via (JSTOR), The Journal of Asian Studies, Vol. 31, No. 1, noviembre de 1971, p. 176.
- Storti, Craig. Incident at Bitter Creek: The Story of the Rock Springs Chinese Massacre, Iowa State Press, primera edición: 1990, (ISBN 0813814030), (ISBN 9780813814032).
- Wei, William, Hom, Marlon K, et al., eds. "The Anti-Chinese Movement in Colorado: Interethnic Competition and Conflict on the Eve of Exclusion", Chinese America: History and Perspectives, 1995, San Francisco: Chinese Historical Society of America, 1995, pp. 179–97. (ISBN 0961419814).
- Yep, Laurence. True Heroes, (EbscoHost), Academic Search Premier, Horn Book Magazine, November/December 2002, Vol. 78, Issue 6, (ISSN 00185078).